# Batalla de Dimdim
La Batalla de Dimdim fue un enfrentamiento armado ocurrido a comienzos del siglo XVII que enfrentó a las fuerzas safávidas contra las fuerzas kurdas fronterizas a los otomanos. Los safávidas salieron victoriosos y su Shah ordenó una matanza contra la población de Dimdim, al oeste del lago Urmía.

## Precedentes
El pueblo kurdo se encontraba localizado en el noroeste del Imperio Safávida y noreste del Imperio Otomano, y aunque ambos imperios intentaban dominarlos no había habido ninguna apoderación real del terreno ni por el Shah ni por parte del sultán, aunque los safávidas sí mantenían más control diplomático del lugar.
En el caso safávida, el sah Abás I reconoció a Amir Khan el derecho hereditario sobre las tierras de Bradost (Rawandiz,  Azerbaiyán Occidental y Urmía), pero cuando Amir Khan ordenó reconstruir el castillo de Dimdim, el Shah lo tomó como un movimiento hacia la mayor independencia kurda que amenazaría el poder safávida del lugar.
Muchos líderes kurdos, como los gobernantes de Mokri, se habían arremolinado alrededor de Amir Kahn para recuperarse de levantamientos fallidos y ofrecerles su fuerza. Ante esto, el Shah Abbas I ordenó al gran visir Hatem Beg asediar el castillo de Dimdim y vencer a sus defensores.

## El asedio
Hatem beg comenzó el asedio del castillo de Dimdim en noviembre de 1609 con una amplia fuerza de 40 000 soldados de infantería que superaba en proporción de 4 a 1 a todas las fuerzas kurdas, tanto de caballería como de infantería. El asedio se prolongaría hasta el verano de 1610, cuando el castillo finalmente cayó ante una ofensiva directa de las fuerzas de Hatem Beg que masacraron a los defensores.

## Tras la batalla
Tras la victoria safávida, el shah Abás I ordenó masacres a las poblaciones kurdas de Bradost y Mokri y repoblarlas con población turco-afgana, también se deportó a la población kurda de Jorasán.
Los dos principados kurdos siguieron manteniendo su independencia ante bellum, pero quedaron extremadamente debilitados. Los emires kurdos de Barādūst lucharían dos veces más contra los safávidas en Dimdim. 